# Corpus Delicti (Roman)
Corpus Delicti: Ein Prozess ist ein dystopischer Roman der deutschen Schriftstellerin Juli Zeh, der 2009 im Verlag Schöffling & Co. veröffentlicht wurde. Ursprünglich hatte die Autorin Corpus Delicti als Theaterstück im Auftrag der RuhrTriennale geschrieben. Das Stück wurde am 15. September 2007 in Essen uraufgeführt.
Corpus Delicti behandelt die Problematik einer Gesundheitsdiktatur in naher Zukunft am Beispiel einer Herrschaftsform, die einen Unfehlbarkeitsanspruch erhebt. Juli Zeh greift Entwicklungen der heutigen Zeit auf, führt sie weiter und nimmt sie als Grundlage eines Staates, den sie Methode nennt. Der Roman warnt den Leser vor kritischen Entwicklungen der heutigen Gesellschaft und appelliert an seine Mündigkeit und Eigenverantwortung. Obwohl Corpus Delicti dem Genre Dystopie der Science-Fiction-Literatur zuzuordnen ist, lehnte Juli Zeh eine Nominierung für den renommierten Kurd-Laßwitz-Preis ab.
2020 veröffentlichte Juli Zeh das Buch Fragen zu „Corpus Delicti“: Wann wird der Begriff der „Gesundheitsdiktatur“ von der Polemik zur Zustandsbeschreibung? Darin gibt sie u. a. Auskunft über die Entstehungsgeschichte, die Grundidee und zentralen Themen, über Einflüsse beim Schreibprozess sowie über Rezeption und Wirkungsgeschichte ihres Romans.

## Inhalt

### Handlung
Die Methode ist ein Rechtssystem, das demokratische Grundsätze abgelöst hat und zu einer Gesundheitsdiktatur geworden ist. Dieses System beruht direkt auf der Bereitschaft der Menschen, das biologische Leben zu sichern. Durch vielfältige Überwachungsmaßnahmen gilt die Methode als unfehlbar. Jeder Mensch in der Methode sollte sich in körperlicher Bestverfassung befinden. Verstöße werden bestraft.
Die Protagonistin Mia Holl trauert um ihren Bruder Moritz Holl, der sich vor Kurzem im Gefängnis das Leben genommen hat. Moritz Holl war des Mordes angeklagt, mittels eines DNA-Tests für schuldig befunden und verurteilt worden, beteuerte aber bis zuletzt eindringlich seine Unschuld. Die politische Sprengkraft hinter diesem Urteil veranlasst Heinrich Kramer, das Sprachrohr der Methode, sowie unabhängig von ihm den Rechtsanwalt Lutz Rosentreter zu weiteren Nachforschungen, weshalb beide den Kontakt zu Mia suchen.
Mia Holl verbringt die Tage zurückgezogen in ihrer Wohnung, zusammen mit der „idealen Geliebten“, bei der es sich um eine von Moritz erfundene Person handelt, die dem Andenken an Moritz (in seinem Sinne) dient. Dabei vernachlässigt Mia in ihrem Schmerz die obligatorischen Schlaf- und Ernährungsberichte, ebenso wie das tägliche Sportprogramm, das ihr von der Methode vorgeschrieben wird. Als sie nach weiteren Verfehlungen schließlich angeklagt wird, bewirkt Rosentreter, der Mia als Rechtsanwalt vertritt, zunächst bewusst eine Verschärfung der Situation zum Nachteil Mias. In der folgenden Hauptverhandlung kann er jedoch vor größerem Publikum den Fall Moritz Holl aufklären: Durch eine viele Jahre zurückliegende Knochenmarkspende stimmt der genetische Fingerabdruck von Moritz mit dem des Spenders, den Rosentreter als Mörder präsentiert, überein. Mia wird aus der Haft entlassen.
Infolge des Justizskandals äußern sich auch die meisten Medienvertreter, darunter der systemtreue Journalist Würmer, überraschend offen für eine Diskussion über mögliche Reformen. Weiterhin löst sich Mias innerer Konflikt auf, da sie als rationale Naturwissenschaftlerin den positiven DNA-Test als Beweis für die Schuld ihres Bruders anerkannt, aber ebenso ihrem Bruder geglaubt hat. Sie bestellt Kramer zu sich und diktiert ihm ein Pamphlet, in dem sie der Methode das Vertrauen entzieht. Damit hat sich Mia endgültig für die Seite ihres verstorbenen freigeistigen Bruders und gegen die Methode entschieden.
Kurz darauf wird Mia Holl als Feindin des Staates festgenommen. Durch fingierte Beweisstücke und eine erpresste Zeugenaussage von Würmer haben die Staatsschützer und Kramer den scheinbaren Nachweis erbracht, dass Mia als Anführerin einer terroristischen Vereinigung einen verheerenden Giftanschlag vorbereitet hat. Der Aufforderung Kramers, ein bereits vorbereitetes Geständnis zu unterschreiben, kommt Mia auch unter Folter nicht nach. Im folgenden Gerichtsprozess wird sie schließlich zum Einfrieren auf unbestimmte Zeit, dem Pendant zur Todesstrafe, verurteilt. Die Vollstreckung des Urteils wird jedoch in letzter Sekunde gestoppt. Um keine Märtyrerin zu schaffen, wird Mia Holl begnadigt und ein Resozialisierungsprogramm für sie vorbereitet.

### Wichtige Figuren

Figurenkonstellation

#### Mia Holl
Mia ist die Hauptperson des Romans und die Figur, die die stärkste Wandlung vollzieht: Aus der 34-jährigen Biologin und Naturwissenschaftlerin, die als apolitische Konformistin mit mustergültiger Anpassung eigentlich die Personifikation der Methode darstellt, wird sie im Handlungsverlauf zunehmend zum Methodenfeind.
Eine herausragende Eigenschaft von Mia ist ihr naturwissenschaftlich-analytisches Denken, das sie für jede Position problemlos Pro- und Contra-Argumente finden lässt; aber genau darin liegt der Grund ihrer Handlungsunfähigkeit, eine Schwäche, die ihr die ideale Geliebte, eine imaginäre Frau, die ihr Moritz kurz vor seinem Tod „geschenkt“ hat, zu Beginn des Romans immer wieder vorwirft: Wenn man für beide Seiten Argumente habe, falle es einem schwer, sich für eine Seite zu entscheiden. Als Naturwissenschaftlerin muss sie den DNA-Beweis anerkennen, als Schwester glaubt sie an die Unschuld ihres Bruders. Mia unterscheidet sich vom Großteil ihrer Mitmenschen, die im Grunde nichts anderes als leere Hüllen ohne jegliche Emotion und Reaktion (corpus sanum sine mente sana) auf die Methode sind, durch die ideale Geliebte, Mias „Beraterin“ und Moritz’ Vermächtnis. Diese spiegelt die Emotionen wider, die sich in Mia – eigentlich in jedem vernunftbegabten Menschen – gegen ein System wie die Methode regen sollten: Verzweiflung, Skepsis, Wut, Widerstand. Die ideale Geliebte weist Mia auf ihre Schwächen hin und hilft ihr, die Wahrheit zu erkennen und ihre Ambivalenz zwischen Methoden-Treue und Überzeugung zu überwinden.
Mia ist nach Moritz’ Tod einsam und auf sich gestellt; Moritz war für Mia der einzige Mensch, mit dem sich eine Auseinandersetzung lohnte. Freunde hat Mia nicht. Wie negativ und pessimistisch Mias Menschenbild ist, lässt ihre Aussage „Mittelalter ist keine Epoche. Mittelalter ist der Name der menschlichen Natur“ erahnen. Mia traut den Menschen nicht zu, sich aus ihrer selbstverschuldeten Unmündigkeit befreien zu wollen. Sie hält sie für Lebewesen ohne Seele, ohne Überzeugung, für die es sich zu kämpfen lohnt, für Wesen, die sich lieber bequem und sicher auf vorgeschriebenen Pfaden bewegen als eigene Wege zu finden und Initiative zu ergreifen, für Marionetten, die von der Methode ohne große Anstrengung geführt und instrumentalisiert werden können. Die ideale Geliebte lässt Mia Moralvorstellungen entwickeln, die dazu führen, dass Mia sich für ein Recht auf Widerstand gegen die Methode einsetzt. Sie entzieht der Methode ihr Vertrauen. Dabei ist es nicht ihr Ziel, die Methode zu stürzen, sondern auf Missstände und Fehler aufmerksam zu machen, die menschenunwürdiges Handeln legitimieren. Mias Widerstand gegen die Methode ist passiv, nicht aktiv.
Mia will sich nicht zur Galionsfigur einer Bewegung machen, die aus zum Teil eigennützigen Motiven gegen die Methode ist (dazu glaubt sie bis zuletzt viel zu sehr an diese), sondern betont immer wieder die individuellen Gründe ihres Standpunktes, den sie lange konsequent vertritt. 
Mia wäre fast zur Märtyrerin geworden, die für ihre Überzeugung Folter, Leiden und Tod auf sich nimmt, wenn die Methode nicht bis zum Ende mit ihr gespielt hätte.
Der Name Mia Holl ist eine Assoziation an Maria Holl, eine im 16. Jahrhundert als Hexe verfolgte Frau.

#### Moritz Holl
Individualist und Anarchist, der sich der Überwachung durch die Methode entzieht: ein Lebenskünstler, für den die Lebenswürze in den Halbtönen und Widersprüchen des Lebens liegt, die die Methode nicht zulässt. Allerdings ist Moritz kein direkter Methodengegner und daraus folgend auch kein Anhänger methodenfeindlicher Organisationen, welche im Verlauf der Handlung ebenfalls vorgestellt werden (z. B. die Organisation RAK – „Recht auf Krankheit“). Er will einfach nur seine Freiheit, denn diese ist für ihn das höchste Gut. Moritz, einer der wenigen Freidenker in der Methode, tut sich schwer damit, einen guten Gesprächspartner zu finden. Mia ist auch nicht der richtige Gesprächspartner, da sie keine Freidenkerin ist. Auch Moritz’ Partnerinnen, von denen er Mia erzählt, sind für ihn zu kompliziert. Aufgrund dieser Problematik schafft sich Moritz die ideale Geliebte. Eine Geliebte, die nur in seinen Gedanken existiert, die er somit allerdings auch frei nach seinem Willen formen kann. Eine Geliebte, die denkt, wie er – eine perfekte Gesprächspartnerin. Vor seinem Tod gibt Moritz die ideale Geliebte an seine Schwester Mia weiter. Moritz kam zu seinem Namen, weil Juli Zeh in ihrem Roman Adler und Engel einen Protagonisten Max genannt hatte. In ihren gesellschaftlichen Rollen verhalten sich Max und Moritz in ihren jeweiligen Handlungen parallel: Beide kommen wegen mangelnder Anpassung an ein bestehendes System um.

#### Die ideale Geliebte
Eine fiktionale Wegbegleiterin und Lebensberaterin von Mia, die von Moritz erfunden und im Gefängnis an Mia übertragen wurde. Die ideale Geliebte verkörpert Moritz’ Ideologien und Werte und hat somit den Auftrag, auch nach seinem Tod dafür Sorge zu tragen, dass er und seine Freiheitsgedanken nicht vergessen werden und vor allem in Mias Geist weiterleben. Als Mias geistige Wandlung vollendet ist, sieht die ideale Geliebte ihre Aufgabe als gelöst und verlässt Mia. Die ideale Geliebte kann als das Gewissen Mia Holls betrachtet werden. Sie bewegt Mia, die zu Moritz’ Lebzeiten noch an der Methode festhielt, sich langsam von ihr abzuwenden und das Schlechte in der Methode zu sehen. Die ideale Geliebte ist als Moritz’ Freigeist zu betrachten, der nun in Mia weiterlebt.

#### Heinrich Kramer
Kramer, Chefideologe der Gesundheitsdiktatur und Vorzeigeintellektueller, ist Mias Gegenspieler. Er tritt als gepflegter, rational denkender Gentleman auf, der jedem, der es will oder nicht, die Methode wohlwollend erklärt und näherbringt. Er verkörpert die Staatsraison und wird von Mia und ihrer Geschichte angezogen, weil er in ihr eine ebenbürtige Gegenspielerin sieht, die ebenso rational denkt wie er. Er misst sich an ihr und trainiert in den gegenseitigen Auseinandersetzungen seine Überzeugungskraft und seine Systemtreue. Mia wirft ihm vor, es sich trotz seiner Fähigkeit, rational zu denken, zu einfach zu machen und seine ganzen intellektuellen Fähigkeiten einseitig für das System einzusetzen. Er, und nicht Mia, ist in Wirklichkeit der Fanatiker, der unter dem Deckmantel einer Übermoral im Sinne der Methode sein Ziel blind und aggressiv verfolgt, keinerlei Selbstkritik übt und anderen Anschauungen gegenüber intolerant ist. Wird im Buch nur von Kramer als Journalist gesprochen, lässt besonders das Ende des Buches doch darauf schließen, dass Kramer großen Einfluss auf die Methode hat, und letztendlich alle Fäden bei ihm zusammenlaufen. Als Staatsanwalt Bell das Urteil gegen Mia Holl aufhebt, „lehnt Kramer in vertrauter Pose, mit überkreuzten Armen und zufriedenem Lächeln, an der Wand“. Er wusste also schon über die Aufhebung des Urteils Bescheid, die vom Präsidenten des Methodenrats angeordnet wurde. Der Name Heinrich Kramer ist abgeleitet von dem historischen Heinrich Kramer, dem Autor des Hexenhammers.

#### Sophie
Eine willensstarke, ehrgeizige, junge Richterin, die im Prozess gegen Mia Holl ermittelt. Ihr Handeln ist durch Milde und Hilfsbereitschaft gegenüber Mia gekennzeichnet. Sie fungiert als Vermittlerin zwischen Bell und Rosentreter und entschärft die Verhandlungen jedes Mal zu Gunsten von Mia. Obwohl sie merkt, dass Mia sich im Laufe der Handlung auch gegen sie auflehnt und sie ihre Menschenkenntnis getäuscht hat, kann sie nichts gegen die Sympathie zu Mia ausrichten und wird schließlich wegen Befangenheit aus dem Verfahren ausgeschieden und an ein Amtsgericht in der Provinz versetzt.
Der Name Sophie (von Σοφία, griechisch für „Weisheit“) verweist auf die Weisheit der jungen, ehrgeizigen Richterin, die sich in der Romanhandlung ironischerweise als Torheit herausstellt, da sie den Beweisantrag zulässt, der die Anklage gegen Moritz Holl beinahe zu Fall bringt, was letztlich ihrer Karriere abträglich ist. Auch in dem Roman Spieltrieb heißt die Richterin Sophie.

#### Bell
Besserwisserischer, strebsamer Staatsanwalt in Mias Verfahren, der ein starker Verfechter der Methode ist und Gegner mit harten Urteilen des Besseren belehren möchte. Bell steht seit seinem Studium stets in Konflikt zu Sophie, da er angepasst und systemtreu ist und seine Meinung vehement vertritt.

#### Dr.Lutz Rosentreter
Rosentreter ist der Vertreter des privaten Interesses und begleitet Mia während ihres Strafprozesses. Laut Mias Definition gehört er zwar zu der Sorte Mensch von angeblich liebenswerten Tölpeln, die ihr den letzten Nerv rauben und eindeutig der Kategorie „unprofessionell“ angehören, doch ist er derjenige, der die Unfehlbarkeit der Methode im Fall Moritz Holl widerlegt, dadurch eine Grundsäule der Staatsideologie sprengt und im ganzen Land für Aufruhr und Widerstandsbewegungen sorgt. Auch Rosentreter ist im Herzen ein Systemgegner, da ihm aus immunologischen Gründen eine Beziehung zu seiner großen Liebe verwehrt wurde. Nun sucht er im Verborgenen eine Lösung, um an der Methode Rache zu üben, und sieht so in diesem Prozess sein Lebensziel erfüllt.

#### Dr.Ernest Hutschneider
Ein Mann von sechzig Jahren, der den Großteil seiner beruflichen Laufbahn als Richter bereits hinter sich hat, in einer bürgerlichen Familie lebt und seinen Lebensabend genießen möchte. Er vertritt im Fall Mia Holl nicht seine eigene Überzeugung, sondern möchte den Prozess möglichst schnell beenden und sich selbst nicht in Gefahr bringen oder in den Verdacht geraten, gegen die Methode zu agieren. Er übernimmt völlig gleichgültig das bereits vorher präparierte Urteil und stellt sich nicht die Frage nach der Moral. Er ist der berufliche Nachfolger von Sophie.

#### Würmer
Journalist, Moderator der Polittalkshow „WAS ALLE DENKEN“; ist darauf aus, eine ebenso steile Karriere in der Methode wie sein Freund Kramer an den Tag zu legen und sich beruflich zu profilieren, egal mit welchen Mitteln. Man kann ihn auch als Kramers Schüler bezeichnen, da dieser sein großes Vorbild ist, das er zutiefst bewundert und von dem er lernen möchte. Als Kronzeuge sagt er aus, dass Mia und Moritz eine eigene Widerstandsgruppe gegründet hätten.

### DieMethode

#### Legitimation
Die Methode legitimiert sich durch den „unbedingten, kollektiven Überlebenswillen“ eines jeden Lebewesens. Sie garantiert ihren Bürgern körperliche und geistige Gesundheit, denn Gesundheit ist der „störungsfreie Lebensfluss in allen Körperteilen, Organen und Zellen, ein Zustand geistiger und körperlicher Harmonie“. Wem Gesundheit gewährt ist, der besitzt optimale Leistungsfähigkeit und Kraft.

#### Leben in derMethode
Das Leben im Staat der Methode ist bestimmt von obligatorischen Gesundheitskontrollen wie Schlaf- und Ernährungsberichten, festgelegten Sportpensa und Maßnahmen wie Methodenlehre und Wiedereingliederung in die Gesellschaft nach einem „Fehlverhalten“. Die persönliche Freiheit ist ebenso wie die der physischen Freizügigkeit auf ein Minimum eingeschränkt: Die Gerichte der Gesundheitsdiktatur verurteilen jeden „Methodenfeind“ zu empfindlichen Strafen und achten penibel auf das zukünftige Verhalten der potentiellen Gefahrenquelle. Der Gemeinschaftsgedanke wird von den Methodisten stark gefördert, um die Aufrechterhaltung der hygienischen Zustände zu gewährleisten.
Es handelt sich um einen totalitären Staat, der seine Bürger bis ins kleinste Detail überwacht und damit deren persönliche Freiheiten einschränkt.

#### Schattenseiten
In der Methode wird der persönliche Willen und die individuelle Freiheit durch Kontrollen, Tests und Überwachung eingeschränkt, der Tod nicht als zum Leben dazugehörend begriffen, sondern eher tabuisiert und Beziehungen werden nicht eingegangen, weil man sich zueinander hingezogen fühlt oder sympathisch findet. Damit werden Naturerlebnisse vollkommen verwehrt und Emotionen nicht zugelassen, stattdessen ist die Methode nur rational ausgerichtet und die Menschen werden von der Methode indoktriniert.

### Thematiken

#### Gesundheitswahn
Eine Gesellschaft, die körperliches Wohl mit seelischem gleichstellt und dessen Erlangung als das höchste Ziel ansieht, lässt wenig Raum für Andersdenkende und Menschen, die ihrem Leben eine andere Priorität geben wollen als die größtmögliche Verlängerung ihres irdischen Daseins. Auch erfordert ebendiese Verlängerung der Existenz von jedem Einzelnen große Opfer und Einschränkungen, kann aber nur im Kollektiv erfolgreich sein. So zwingt der allgemeine Gesundheitswahn auch all jene in ein Lebensschema, das dem Ideal nahekommt, ohne Raum für persönliche Freiheiten zu lassen.

#### Überwachungsstaat
Der gläserne Bürger als Ideal eines totalen Überwachungsstaates birgt in sich viele Probleme. Die Weitergabe personenbezogener Daten an den Staat und das Gesetz macht einen schutzlos. Die psychische Belastung und der ständige Leistungsdruck (zu erfüllendes Sportprogramm, notwendige einwandfreie Blutwerte etc.) können zu ernsthaften seelischen Störungen führen, deren Behandlung langwierig ist. Die persönliche Freiheit tritt völlig in den Hintergrund und wird bedeutungslos, was auch den Wert eines Einzelnen als Individuum minimiert. Wichtig ist nicht, durch welche Charaktereigenschaften sich ein Mensch auszeichnet und dass er seinen Möglichkeiten entsprechend erfolgreich ist, sondern dass alle sein Leben betreffenden Fakten sicher geordnet und tadellos sind.

#### Kritik am DNA-Verfahren
Ich entziehe einer Methode das Vertrauen, die lieber der DNA eines Menschen als seinen Worten glaubt. Dies sagt Mia Holl in einem Kapitel des Buches. Moritz Holl, der sich selbst für unschuldig befand, wurde aufgrund einer DNA-Probe wegen Vergewaltigung und Mordes verurteilt. Dass Moritz Holl als Kind an Leukämie erkrankt ist, eine Knochenmarkspende erhielt und somit eine neue DNA hat – die seines Spenders – kommt erst im späteren Verlauf der Handlung heraus. Diese totale Rationalisierung, durch die ein einziger Beweis ausreicht, um jemanden zu verurteilen, ist einer der Hauptkritikpunkte des Buches. Durch die Fehlbarkeit des DNA-Verfahrens wird auch die Unfehlbarkeit der Methode in Frage gestellt. Sieht sich die Methode selbst als unfehlbar, ist der Fall Moritz Holl ein eindeutiger Beweis dafür, dass dies nicht der Fall ist. Moritz wurde zu Unrecht verurteilt und somit macht die Methode sich zum Straftäter. Juli Zeh prangert diese Rationalisierung an, die sich heute durch biometrische Reisepässe und Nacktscanner anbahnt.

## Interpretation
In der Absicht, den Leser auf Missstände in der heutigen Gesellschaft aufmerksam zu machen, übt Juli Zeh in ihrem Roman sowohl Kritik am Staat als auch am einzelnen Bürger. Sie warnt vor der zunehmenden Tendenz, alles kontrollieren und regulieren zu wollen (Internetzensur, Erfassen von biometrischen Daten im Ausweis, Onlinedurchsuchungen, Bespitzelung in Betrieben, Nacktscanner, Rauchverbot), und deutet an, dass die Sorge um Sicherheit und Vorsorge vorgeschoben sein könnte, um die Einschränkung der bürgerlichen Freiheit zu rechtfertigen. Sie macht auf die Gefahr aufmerksam, dass das Sicherheitsbedürfnis des Einzelnen somit bewusst missbraucht werde, um eine möglichst lückenlose Überwachung des Bürgers durchzusetzen. Die Methode soll aufzeigen, dass unsere Demokratie klammheimlich von „diktatorischen Elementen“ unterminiert werden kann, so dass sich ein Überwachungsstaat entwickelt, der seine Bürger zunehmend entmündigt und in dem Individualität unerwünscht ist.
Im Gegensatz zu den meisten Anti-Utopien oder Dystopien entwickelt sich das totalitäre und repressive Potential der Methode jedoch nicht aus einem offenen Machtwillen, sondern aus der vermeintlich positiven Fürsorge für die Bürger des Staates:

„Seine Legitimation gewinnt das System, von Zeh die Methode (CD, 35) genannt, durch die Setzung der Gesundheit als absolutes staatliches Ziel; die Gesundheit des Körpers und die Verfügungsmacht über ebendiesen obliegt nun dem Staat und nicht mehr den individuellen Vorstellungen seiner Bürger: ‚Gesundheit ist das Ziel des natürlichen Lebenswillens und deshalb natürliches Ziel von Gesellschaft, Recht und Politik. Ein Mensch, der nicht nach Gesundheit strebt, wird nicht krank, sondern ist es schon.‘ (CD, 7 f.) Die ‚Politisierung des nackten Lebens als solches‘, die Giorgio Agamben als ‚das entscheidende Ereignis der Moderne‘ erkennt, wird hier über die gesundheitliche Prävention initiiert; die Einbeziehung des Körpers in die Politik markiert nach Agamben dabei ‚eine radikale Transformation der klassischen politisch-philosophischen Kategorien‘, da der Staat sein Herrschafts- und Zugriffssystem nun bis auf das ‚natürliche Leben‘ ausweite und somit ‚Politik in Biopolitik‘ verwandele. Durch die staatlich definierte normative Setzung von Gesundheit/Krankheit wird in Zehs Text – die sich selbst einen scherzhaften Verweis auf Agamben erlaubt – eine Repressionslogik erschaffen, die die totalitäre und exkludierende Struktur der Herrschaftsfigur der ‚Prävention‘ und die daraus resultierende Überwachung und Gewaltausübung im Namen der Gesundheit legitimiert.“

In einem Artikel in der Zeitschrift Focus zieht die Autorin Parallelen zwischen den (fiktiven) Einschränkungen der persönlichen Freiheit durch den Gesundheitsstaat in ihrem Roman Corpus Delicti und den (realen) Beschränkungen der Grundrechte durch die staatlichen Maßnahmen zur Bekämpfung der Covid-19-Pandemie. Sie fordert darin die Angemessenheit, demokratische Legitimation und zeitliche Beschränkung dieser politischen Maßnahmen. Wenig später titelte auch die Frankfurter Allgemeine Zeitung: Was uns Juli Zehs Roman „Corpus Delicti“ über die Corona-Krise lehrt.

## Vorbilder
Als Vorbild ist der Science-Fiction-Film Demolition Man zu nennen, aus dem Zeh neben der Strafmaßnahme des Einfrierens auch weitere Elemente der von ihr beschriebenen Dystopie übernahm. So sind auch hier – in der im Jahre 2032 datierten Zukunft – Berührungen und „Flüssigkeitenaustausch“ aus hygienischen Gründen untersagt und ungesunde Lebensmittel sowie Tabak und Alkohol sind verboten.

## Rezensionen
Sowohl das Buch als auch das Theaterstück wurden vielfach rezensiert.
In der Wochenzeitung Die Zeit vom 26. Februar 2009 lobt Evelyn Finger, der Roman sei eine „philosophische Novelle“, bestechend und scharfsinnig. Sie bescheinigt der Autorin einen knappen Erzählstil, der eine „seltsame Kälte“ vermittle.
Christian Geyer-Hindemith schreibt am 28. Februar 2009 in der Frankfurter Allgemeinen Zeitung, dass der Roman wichtig sei und zeitgemäß. Zeh schreibe ohne Ironie und mit Mut zur Kulturkritik.
Am 2. März 2009 schreibt Markus Kauffmann in der Wiener Zeitung, Zeh sei mit dem Buch „wieder ein Geniestreich gelungen“.
In der taz vom 14. März 2009 äußert sich Katharina Granzin zur Autorin und ihrem Roman. Ein gut geschriebenes Gedankenexperimente sei er, aber Zeh dennoch kein weiblicher Orwell.
Für die Süddeutsche Zeitung bescheinigt Christopher Schmidt am 14. März 2009 dem Roman, er bekomme das Überbordende des guten Theaterstücks besser in den Griff. Zehs Warnung vor der Vorsorge-Welt findet er richtig, allerdings blieben die Charaktere „papieren“ und die Konflikte „reißbrettartig“.
Die Neue Zürcher Zeitung vom 18. Juli 2009 enthält die Besprechung von Rainer Moritz, der dem Roman wenig abgewinnen konnte. Er nennt die Figuren papieren und mag den erhobenen Zeigefinger der von ihm geschätzten Juli Zeh nicht, das Thema des Buchs aber findet er bestechend.
Für das Goethe-Institut Tschechien schreibt Adéla Grimes, der Roman zeichne sich „durch sorgfältige Komposition, bissige Dialoge und Minimalismus aus“.
Die Berliner Deutschlehrerin Jana Ziganke ist der Ansicht, dass der Roman voller Widersprüchlichkeiten und Unglaubwürdigkeiten stecke. Die in einer Unterrichtseinheit „erarbeiteten Textanalysen“ widersprächen „der von der Autorin [vgl. deren Fragen zu ‚Corpus Delicti‘] und der Erzählerfigur unterstützten Deutung diametral“.

## Vertonung „Corpus Delicti – Eine Schallnovelle“
Juli Zeh arbeitete zusammen mit der Rockband Slut ihren Roman Corpus Delicti für einen gemeinsamen Auftritt auf der Leipziger Buchmesse 2009 um. Aufgrund des großen Erfolgs erweiterten die Künstler diese Bühnenshow und tourten 2010 damit durch Deutschland, die Niederlande und Österreich. Dazu erschien die CD Corpus Delicti – Eine Schallnovelle mit neu arrangierten Texten sowie zehn vom Roman inspirierten Kompositionen von Slut.

## Ausgaben
- Juli Zeh: Corpus Delicti: Ein Prozess. Schöffling, Frankfurt/Main 2009, ISBN 978-3-89561-434-7 (gebundene Ausgabe)
- Juli Zeh: Corpus Delicti: Ein Prozess. btb, München 2010 ISBN 978-3-442-74066-6 (Taschenbuchausgabe)
- Juli Zeh: Corpus Delicti: Ein Prozess. Ernst Klett Sprachen, Stuttgart 2015 ISBN 978-3-12-666917-7 (Schulausgabe mit Annotationen)